# کوتارو فوجیوارا
کوتارو فوجیوارا (انگلیسی: Kotaro Fujiwara؛ زادهٔ ۱۷ آوریل ۱۹۹۰) بازیکن فوتبال اهل ژاپن است.